# V603 Aquilae
V603 Aquilae eller Nova Aquilae 1918 var en nova i stjärnbilden Örnen.  Den upptäcktes den 8 juni 1918.
Den nådde sitt maximum, -1,4 i magnitud den 9 juni och blev därmed den ljusstarkaste novan under 1900-talet tillsammans med CP Puppis. . 